# Bíkovo (Volgograd)
|  | Per a altres significats, vegeu «Bíkovo». |

Bíkovo (en rus: Быково) és un poble (un possiólok) de l'óblast de Volgograd, a Rússia, segons el cens del 2021 tenia 7.183 habitants.